# Palazzo Salimbeni

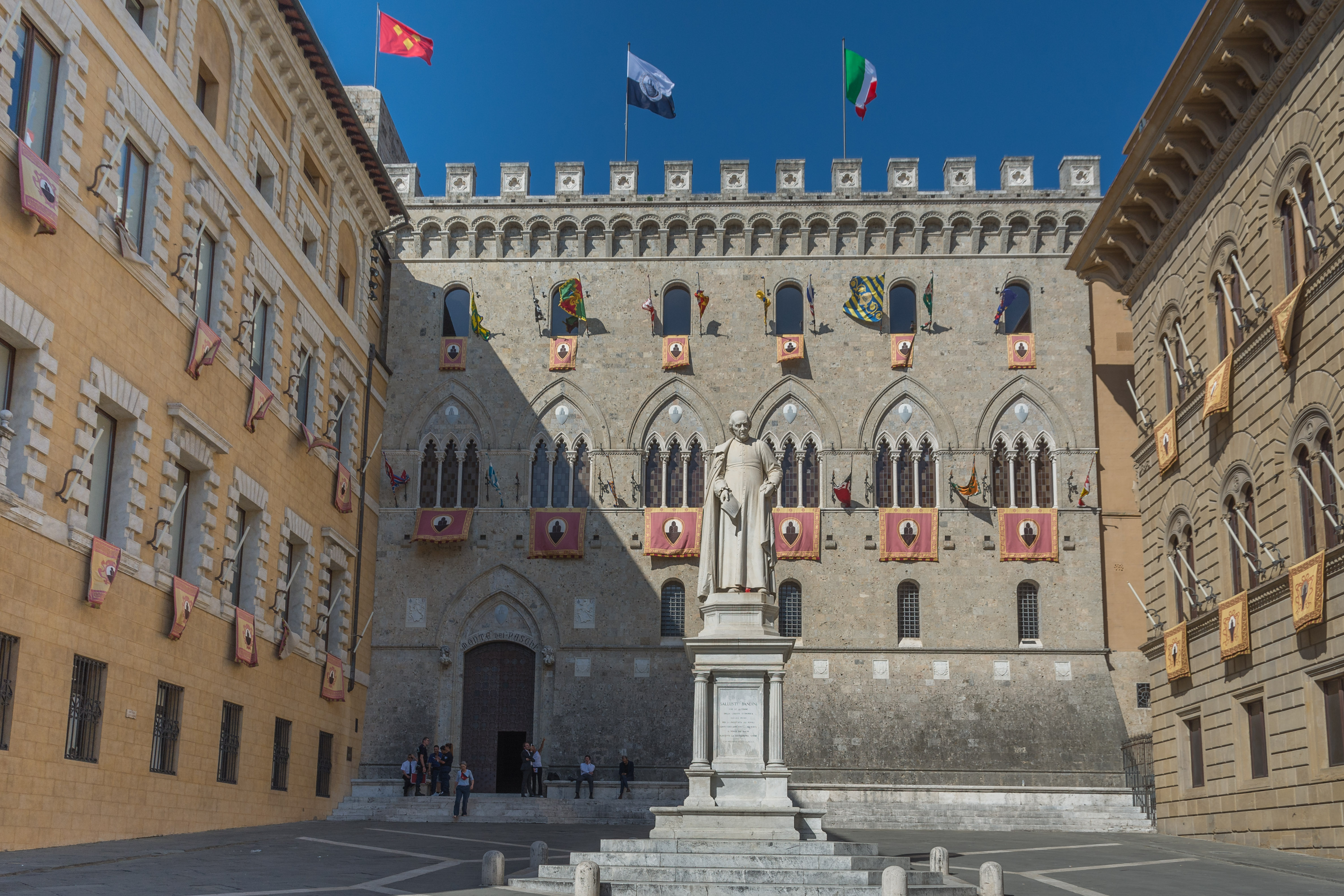
Die Piazza Salimbeni in Siena mit dem Denkmal Bandinis. Von links: Palazzo Tantucci, Palazzo Salimbeni, Palazzo Spannocchi

Der Palazzo Salimbeni steht in Siena, Italien, an der Piazza Salimbeni 1a. Er ist Sitz der Bank Monte dei Paschi di Siena.

## Lage
Palazzo Salimbeni liegt an der Piazza Salimbeni im historischen Stadtkern von Siena. Er ist der zentrale Palazzo, der rechtsseitig vom Palazzo Spannocchi (1473 bis 1476 durch Giuliano da Maiano entstanden) und linksseitig vom Palazzo Tantucci (auch Palazzo Tantucci alla Dogana genannt, 1570 durch Bartolomeo Neroni entstanden) umgeben wird, die sich ebenfalls im Besitz der Monte dei Paschi befinden.
Der Palazzo Salimbeni liegt dadurch gegenüberliegend der Straße Banchi di Sopra, die ein Teilstück der Via Francigena ist. Das zentrale Monument wurde 1880 von Tito Sarrocchi erschaffen und stellt den Politiker und Wirtschaftswissenschaftler Sallustio Bandini dar. Das Gebiet liegt im Stadtviertel Terzo di Camollia und wird von den Contraden Lupa, Bruco und Drago umgeben, gehört aber keiner dieser an, da dieses Areal neben der Piazza del Campo und dem Domplatz als neutrales Gebiet betrachtet wird.

## Geschichte

Die Scala Spadolini im Palazzo Salimbeni

Die Scala Spadolini im Palazzo Salimbeni

Erbaut wurde der Palazzo Salimbeni als Festung (Rocca) von der damals mächtigen Seneser Familie der Salimbeni im 12. Jahrhundert. Im 13. Jahrhundert, nach zwei Volksaufständen, die von den Salimbeni ausgingen (1264 und 1268), wurde die Rocca zerstört, aber unmittelbar danach von den Salimbeni wiedererrichtet. Aufgrund mehrerer Versuche, die Macht in der Stadt an sich zu reißen und ihrer guelfischen Gesinnung wurde die Familie 1419 der Stadt verwiesen und ihre Güter, darunter auch der Palazzo Salimbeni, von der Stadt bzw. der Republik Siena konfisziert.
Der Stadtrat installierte hier nun zuerst die Gabelle für Salz und Korn. Bei der Gründung der Bank Monte dei Paschi 1472 (noch als Monte Pio) wurden ihr im Palazzo ebenfalls Räume zugewiesen.
1866 wurde der Palazzo Salimbeni für 60.743 Lire komplett von der Monte dei Paschi erworben, die das Gebäude von 1883 bis 1887 durch den Architekten Giuseppe Partini restaurieren ließ.
Die Fassade an der Piazza Salimbeni wurde bereits 1871 und von 1877 bis 1879 verändert, dabei wurde der Eingangsbereich vergrößert. Weitere Umbaumaßnahmen wurden 1959 beschlossen und von 1963 bis 1972 durch Pierluigi Spadolini (* 15. April 1922 in Florenz; † 8. Juni 2000 ebd.) durchgeführt. Der sogenannte Intervento di Spadolini beinhaltete die Bedingung einer Restaurierung unter weitestmöglichster Erhaltung der Originalstrukturen. Die einzigen größeren Veränderungen entstanden durch die Beseitigung des Cortile della Dogana, hier entstand die heute Scala Spadolini genannte Holztreppe, und der Transformation der im Inneren liegenden Ex-Kirche San Donato in einen Versammlungsraum.

## Archivio storico
Im historischen Archiv befinden sich wichtige Dokumente der Seneser Geschichte, darunter zum Beispiel der sog. Contratto Sansedoni aus dem Jahr 1340, der den Grundriss des Palazzo Sansedoni an der Piazza del Campo auf Pergament darstellt. In dem Gebäude befindet sich heute die Stiftung Fondazione Monte dei Paschi.
Ebenfalls erhalten ist die Gründungsurkunde der Bank vom Februar 1472 (Delibera del Comune di Siena istitutiva del Monte Pio) sowie die Statuten vom 4. März 1472. Weitere historische Dokumente sind die Schuldnerlisten ab 1545, die Bilanzen der Bank ab 1570 oder auch Zahlungsanweisungen an Künstler wie zum Beispiel für die Pietà von Lorenzo Rustici 1572 (Salone della Rocca, 310 cm × 284 cm, Inv. 381682). Das Todesurteil des Armenio Melari von 1629 wegen Veruntreuung liegt hier in Originalform vor (Melari war von 1602 bis 1622 Kassenführer (Camarlengo) der Bank und flüchtete mit 40.000 Scudi).
Zudem dokumentiert das Archiv die (Geld)-Unterstützungen der Bank für die italienischen Unabhängigkeitskriege (1860) und archivierte Briefe Garibaldis (1875). Unter den Unterlagen befindet sich auch eine Kreditbewilligung an Luigi Pirandello aus dem Jahr 1928.

## Galleria Peruzziana
Die Galerie wurde im 19. Jahrhundert durch Fresken von Gaetano Brunacci 1902 begonnen und von Carlo Bovini und Vittorio Zani 1908 abgeschlossen. Sie ist in acht Teilstücke unterteilt.
Die Fresken stellen Persönlichkeiten Sienas dar, darunter Bankdirektoren und deren Frauen sowie hohe Persönlichkeiten, aber auch Huren und Verrückte, die Brunacci bevorzugt in die Bilder integriert und in die Nähe von Direktorenfrauen platziert haben soll, was auch zu seiner Ablösung durch Bovini und Zani geführt haben soll.

## Kunstsammlung

Das Archivio storico im Palazzo Salimbeni

Die Kunstsammlung der Monte dei Paschi di Siena gehört zu den wichtigsten Sammlungen der Stadt und besitzt Werke aus dem 14. bis zum 19. Jahrhundert. Zu den wenigen kontemporären Werken gehört die Alleoria del Monte dei Paschi von Valerio Adami. Die Sammlung enthält neben den Werken in den einzelnen Sälen weitere im Haus verteilte Werke (Auswahl):
- Artemisia vedova del re Mausolo beve le lacrime miste alla ceneri del marito defunto von Bernardino Mei (Ölgemälde von 1654 ca., befindet sich im Seconda sala del Fondaco)
- Bacco, Marmorskulptur von Antonio Federighi, ca. 1465 entstanden, entstammt dem Palazzo d’Elci[1]
- Compianto sul Cristo Morto von Arcangelo Salimbeni (Öl auf Leinwand, 200 cm × 140 cm, um 1576/77 entstanden, Salone della Rocca)
- La Sapienza e la Prudenza von Francesco Rustici, auch Il Rustichino genannt (Ölgemälde von 1620 ca. im  Seconda sala del Fondaco, 133 cm × 160 cm, im Besitz der Monte dei Paschi seit 1986)
- Madonna col Bambino e San Giovannino von Benedetto da Maiano (Marmorskulptur, um 1490, Salone della Rocca)
- Neottòlemo uccide Polìssena von Raffaello Vanni (Öl auf Leinwand, 1650, im Sala del Ciarlatano, 210 cm × 473 cm)
- Sant’Antonio Abate von Francesco di Giorgio (Terracotta, um 1490/1500, Salone Strozzi)
- Sant’Antonio da Padova e Santa Maria Maddalena von Bernardino Fungai (Studio del Presidente)
- Ulisse strappa dalla mani di Andromaca il figlioletto Astianatte von Domenico Manetti (Öl auf Leinwand, um 1654), im Archivio storico

### Sala del Vanni
Der Saal gehört zu den kleineren Räumen des Gebäudes und enthält neben Werken von Carlo Bononi (La Samaritana al pozzo, Ölgemälde) und Andrea del Brescianino (auch Andrea Piccinelli) (Santa Maria Maddalena, Öl auf Leinwand, um 1515) die Werke (Auswahl):
- Cristo in pietà sorretto dalla Vergine von Francesco Vanni, 51,5 cm × 42 cm, Ölgemälde auf Holz
- Deposizione von Ventura Salimbeni, ca. 1600, Ölgemälde auf Holz, 34 cm × 25,5 cm, im Besitz der Monte dei Paschi seit 1980
- Gesù Bambino benedicente von Francesco di Valdambrino, Holzskulptur, ca. 1409
- Santa Lucia von Domenico Beccafumi, Ölgemälde, 55 cm × 38 cm, um 1521 entstanden

### Sala del Palio

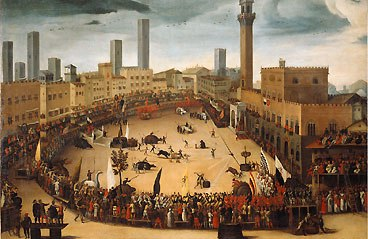
Caccia dei tori in Piazza del Campo von Vincenzo Rustici

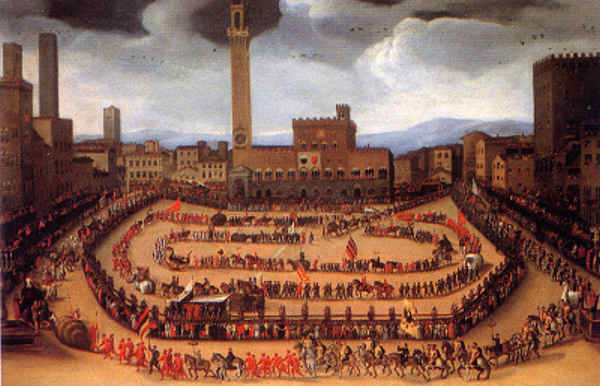
Sfilata delle Contrade in Piazza del Campo von Vincenzo Rustici

Im Sala del Palio befinden sich fünf Ölgemälde, die den Palio di Siena darstellen. Die Gemälde von Giuseppe Zocchi stellen dabei einen außerordentlichen Palio dar (einen zusätzlichen Palio neben denen am 2. Juli und 16. August), der zu Ehren der Ankunft der Großherzöge der Toskana aus dem Hause Lothringen am 3. April 1739 stattfand und von der Contrade Drago gewonnen wurde. Francesco Nenci stellt neben dem Palio auch die Hochzeit von Leopold II. mit Maria Antonia dar. Die Gemälde von Vincenzo Rustici beziehen sich auf den Palio vom 15. August 1546 und auf dessen Beschreibung von Cecchino Cartaio.
Die fünf Gemälde sind:
- ca. 1585: Caccia dei tori in Piazza del Campo von Vincenzo Rustici
- ca. 1585: Sfilata delle Contrade in Piazza del Campo, ebenfalls von Vincenzo Rustici
- ca. 1739/51: Veduta diurna della Piazza del Campo col Palio corso in onore del Granduca Francesco I duca di Lorena e Maria Teresa Arciduchessa d’Austria il 3 aprile 1739 von Giuseppe Zocchi, 82 cm × 132 cm, Öl auf Leinwand, im Besitz der Monte dei Paschi seit 1979
- ca. 1739/51: Veduta notturna della Piazza del Campo con fiaccolata e corteo per la venuta a Siena del Granduca Francesco I duca di Lorena e Maria Teresa Arciduchessa d’Austria il 2 aprile 1739, ebenfalls von Giuseppe Zocchi, 84 cm × 116 cm, Öl auf Leinwand, im Besitz der Monte dei Paschi seit 1979
- 1849: Passeggiata storica del Palio del 18 agosto 1833 von Francesco Nenci

### Sala San Donato
Der Saal ist der ehemaligen Kirche San Donato gewidmet, die sich schon zirka ein Jahrhundert vor der Erstellung des Palazzo dort befand und bis zum 14. Jahrhundert aktiv war. Daher befinden sich hier die Werke aus dem 14. und 15. Jahrhundert. Heute befinden sich hier der Konferenzraum und die Werke (Auswahl):
- Compianto sul Cristo morto con la Madonna, San Francesco, Sant’Antonio da Padova e due angeli von Sano di Pietro, 1481, 108 cm × 115,5 cm, Tempera auf Holz. Im Besitz der Monte dei Paschi seit 1975
- Lamento della Vergine sul Cristo deposto, il donatore Peter Volckammer e San Sinibaldo vom Meister der Osservanza, ca. 1432, 101 cm × 71 cm, Tempera auf Holz
- Madonna col Bambino, auch Madonna dei Vetturini genannt, von Giovanni di Paolo, ca. 1450, 85 cm × 56,5 cm, Tempera auf Holz. Im Besitz der Monte dei Paschi seit 1966
- Sant’Antonio Abate von Stefano di Giovanni Sassetta, ca. 1430, 135 cm × 48 cm, Tempera auf Holz. Im Besitz der Monte dei Paschi seit 1979
- Sant’Antonio Abate e San Giacomo Maggiore von Priamo della Quercia, ca. 1420, 108 cm × 62 cm, Tempera auf Holz, später auf Leinwand transferiert
- Santo Stefano von Pietro Lorenzetti, ca. 1330, 63 cm × 36 cm, Tempera auf Holz

### Sala Tino di Camaino

Der Palazzo Salimbeni in Siena von Norden gesehen

Der Saal wurde nach Tino di Camaino benannt und zeigt die Werke (Auswahl):
- Madonna col Bambino von Alessandro Casolani, um 1603/04
- San Girolamo confortato da due angeli von Rutilio Manetti, 1628, 155 × 117,5 cm, Öl auf Leinwand, im Besitz der Monte dei Paschi seit 1976
- Trittico raffigurante la Madonna col Bambino, Santa Caterina d’Alessandria e San Giovanni Battista von Tino di Camaino, um 1335/36